# Perú en los Juegos Paralímpicos de Heidelberg 1972
La participación de Perú en los Juegos Paralímpicos de Heidelberg 1972 fue la primera actuación paralímpica del país. La delegación peruana estuvo compuesta por 1 deportista que compitió en 1 deporte. El equipo paralímpico peruano no obtuvo ninguna medalla en estos Juegos.